# Patrick Cubaynes
Patrick Cubaynes (Nîmes, 6 maggio 1960) è un ex calciatore francese, di ruolo attaccante.

## Carriera

### Club
Ha sempre giocato nel campionato francese.

### Nazionale
Pur senza scendere mai in campo ha conquistato la medaglia d'oro alle Olimpiadi del 1984.